# Monstera subpinnata
Monstera subpinnata (Schott) Engl. – gatunek wieloletnich, wiecznie zielonych pnączy z rodziny obrazkowatych, pochodzący z obszaru od Ekwadoru do Boliwii, zasiedlający lasy deszczowe strefy równikowej.